# De ahora en adelante (álbum)
De Ahora en Adelante es el título del 11º álbum de estudio grabado por la cantante española Rocío Jurado. Lanzado por el sello discográfico RCA Víctor en 1 de mayo de 1978, contó con la composición y producción de Manuel Alejandro, Ana Magdalena, David Beigbeder y José Antonio Álvarez Alija. Las canciones más destacadas del álbum son "Si Amanece", "Lo Siento Mi Amor" y "Mi Amante Amigo".

## Lista de Canciones
Todas las canciones escritas y compuestas por Manuel Alejandro y Ana Magdalena, exceptuó donde se indique.

| Lado 1 |                          |          |  |
| N.º    | Título                   | Duración |  |
| 1.     | «Si Amanece»             | 5:20     |  |
| 2.     | «Lo Siento Mi Amor»      | 3:50     |  |
| 3.     | «Quisiera Morir Contigo» | 4:41     |  |
| 4.     | «Mi Amante Amigo»        | 3:59     |  |
| 5.     | «De Ahora En Adelante»   | 3:50     |  |

| Lado 2 |                             |                 |          |  |
| N.º    | Título                      | Letras          | Duración |  |
| 1.     | «No Cierres Los Ojos, Niño» |                 | 4:54     |  |
| 2.     | «Todo El Mundo»             |                 | 3:51     |  |
| 3.     | «Si Te Habla De Mí»         |                 | 2:52     |  |
| 4.     | «Vete Ya»                   | David Beigbeder | 4:02     |  |
| 5.     | «Fiel»                      | David Beigbeder | 2:39     |  |

| CD  |                                          |          |  |
| N.º | Título                                   | Duración |  |
| 1.  | «Si Amanece»                             | 5:20     |  |
| 2.  | «Lo Siento Mi Amor»                      | 3:50     |  |
| 3.  | «Quisiera Morir Contigo»                 | 4:41     |  |
| 4.  | «Mi Amante Amigo»                        | 3:59     |  |
| 5.  | «De Ahora en Adelante»                   | 3:50     |  |
| 6.  | «No Cierres los Ojos, Niño»              | 4:54     |  |
| 7.  | «Todo el Mundo»                          | 3:51     |  |
| 8.  | «Si Te Habla de Mí»                      | 2:52     |  |
| 9.  | «Vete Ya»                                | 4:02     |  |
| 10. | «Fiel»                                   | 2:39     |  |
| 11. | «¿Qué Sabes Tú de Mí? (Grabado en 1976)» | 3:15     |  |
| 12. | «He de Seguir Así (Grabado en 1976)»     | 3:30     |  |